# Phòng Khu vực của Vùng Goślina ở Murowana Goślina
Phòng Khu vực của Vùng Goślina ở Murowana Goślina (tiếng Ba Lan: Izba Regionalna Ziemi Goślińskiej w Murowanej Goślinie) là một bảo tàng tọa lạc tại số 10 Phố Mściszewska, Murowana Goślina, Ba Lan. Bảo tàng hoạt động trong cơ cấu tổ chức của Trung tâm Văn hóa và Giải trí Thành phố và Xã hội ở Murowana Goślina.

## Lược sử hình thành
Ý tưởng thành lập căn phòng này ra đời vào thập niên 1980 theo khởi xướng của Hội những người yêu thích vùng đất Goślina. Năm 1988, Hội đồng Quốc gia của Thị trấn và Xã ra quyết định thành lập Phòng Khu vực của Vùng Goślina. Bảo tàng được khánh thành vào tháng 5 năm 1989, và ban đầu hoạt động trong Thư viện Công cộng của Thành phố và Xã. Trụ sở đầu tiên của Bảo tàng là bên trong tòa nhà nằm ngay góc đường giữa Quảng trường Powstańców Wielkopolskich và Phố Kochanowski. Phần lớn vật trưng bày đến từ sự quyên góp và ký gửi của người dân địa phương và khu vực xung quanh. Một trận hỏa hoạn đã xảy ra trong tòa nhà nơi có căn phòng vào tháng 11 năm 1996. Dù bản thân tòa nhà bị hư hại đáng kể với mái nhà bị cháy rụi, nhưng may mắn là không có hiện vật nào của Bảo tàng nào bị hư hại. Sau sự kiện này, bộ sưu tập được chuyển đến trưng bày trong các phòng của Tòa thị chính.
Cùng với việc đưa Phòng Khu vực của Vùng Goślina vào cấu trúc của Trung tâm Văn hóa và Giải trí Thành phố và Xã, trụ sở mới của Bảo tàng là tòa nhà tại số 10 Phố Mściszewska.

## Triển lãm
Bộ sưu tập của Phòng Khu vực của Vùng Goślina ở Murowana Goślina hiện đang bao gồm triển lãm giới thiệu về lịch sử của vùng Goślin. Ngoài ra, tại đây cũng tổ chức nhiều cuộc triển lãm tạm thời.

## Giờ mở cửa
Phòng Khu vực của Vùng Goślina ở Murowana Goślina hoạt động quanh năm, mở cửa vào các ngày làm việc.